# Isla Ratón Pequeño
Isla Ratón Pequeño (en portugués: Ilha Ratones Pequeno) está situada en el Océano Atlántico, en la costa sur de Brasil, entre la Isla de Santa Catarina y la parte continental de la bahía norte. Es parte de la municipalidad de Florianópolis. Se encuentra cerca de la Isla Ratones Grande, cerca de la desembocadura del río Ratones, que le dio su nombre.
El origen de su nombre se atribuye a Juan Díaz de Solís, navegante y explorador al servicio de la corona española, que llega a la isla de Santa Catarina, por primera vez en 1514. En conjunto, estas dos islas las llamó "Islas de los Ratones", que originaron su actual nombre en portugués.
La Isla es utilizada como refugio para los pescadores locales y posee un faro.